# Київська губернія (1708—1764)
Ки́ївська губе́рнія (рос. дореф. Кі́евская губе́рнія) — адміністративна одиниця (губернія) Московського царства, а потім Російської імперії. Заснована в грудні 1708 року як одна з восьми перших губерній, створених під час реформи Петра I.

## Опис
Київська губернія у XVIII столітті значно відрізнялася від Київської губернії XIX століття.  Спершу вона містилася майже виключно на лівому березі Дніпра. Перепис 1897 року стверджує, що Київська губернія займала Україну і частину середньої Росії з містами Орлом, Курськом та ін. Пізніше вона розкинулася по обох берегах головної української річки. У ході територіальної реформи Катерина II в 1781 році змінила назву губернії на Малоросійське намісництво. Цю першу Київську губернію було створено здебільшого на землях Гетьманщини, включаючи і велику територію на схід від Гетьманщини, при цьому Запорозька Січ перебувала в кондомініумі Російської імперії та Польсько-Литовської держави.
1727 року губернія розділилася на Київську та Бєлгородську губернії, ставши окремим краєм під урядуванням гетьмана Данила Апостола. У 1764 році відбувся ще один поділ, коли Київську губернію було перетворено на Малоросійську та Новоросійську губернії (останню як буферну вздовж Вольностей Віська Запорозького Низового). З 1781 року, незабаром після поділу Польщі, поділ на губернії було ліквідовано, а замість них було впрваджено намістництва. На території Малоросійської губернії організували Київське, Новгород-Сіверське та Чернігівське намісництва. До Київського намісництва було доєднано східні повіти Київського воєводства і на короткий час Київське намісництво розміщувалося по обидва береги Дніпра. У 1796 році намісництва були перетворені на губернії, а з Київського намісництва було відтворено Київську губернію, яка також отримала деякі повіти бувшого Волинського намісництва. «Нова» Київська губернія відрізнялася від своєї попередниці тим, що була повністю розміщена на правому березі Дніпра.
У 1917 році Київська губернія входила до складу Української Народної Республіки і Української Держави. Зі встановленням радянської влади 1919 року губернія опинилася в Українській СРР. 1923 року губернію було розпущено, а її територію розділено між кількома округами, утвореними в ході адміністративної реформи 1923–1929 років.
Межі губернії зазнавали значних змін, особливо в 1796 році, відколи більшість її території почали складати землі не лівобережної, а правобережної України. Адміністративним центром губернії був Київ.

## Заснування і первісний склад

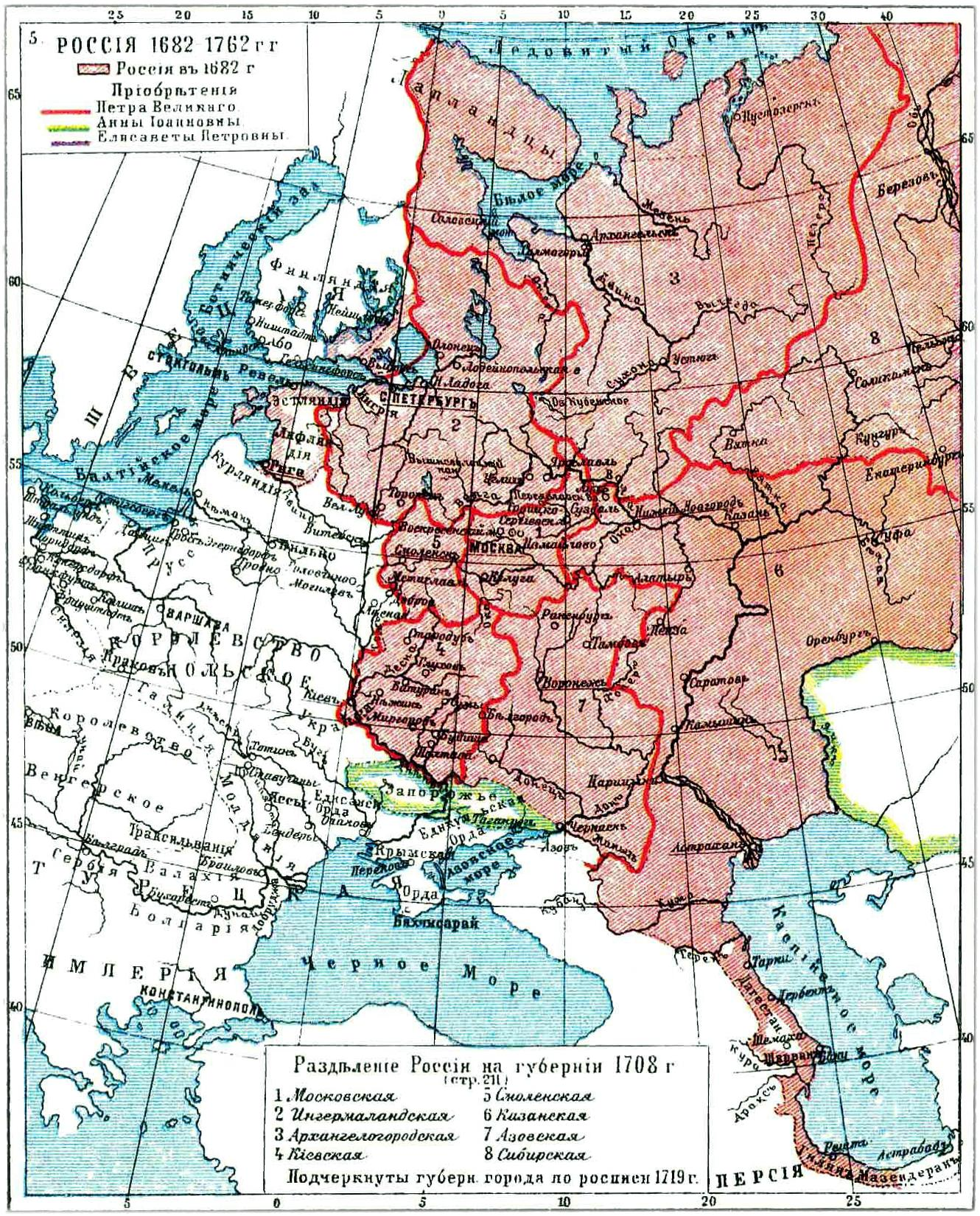
Росія в 1682–1762 рр.

Київську губернію разом із сімома іншими губерніями було засновано 18 (29) грудня 1708 року указом царя Петра Першого. Як і у випадку з рештою губерній ні її межі, ні внутрішній поділ Київської губернії не вказувалися; замість цього територія визначалася як сукупність міст та прилеглих до цих міст земель. Первісна територія, грубо кажучи, відштовхувалася від Сіверщини, бувши оточеною Смоленською, Московською та Азовською губерніями.
| #   | Місто           | #   | Місто       | #   | Місто    |
| --- | --------------- | --- | ----------- | --- | -------- |
| 1.  | Київ            | 14. | Суми        | 27. | Севськ   |
| 2.  | Переяславль     | 15. | Краснопілля | 28. | Курськ   |
| 3.  | Чернігів        | 16. | Мижиричі    | 29. | Мценськ  |
| 4.  | Ніжин           | 17. | Золочів     | 30. | Путивль  |
| 5.  | Новобогородицьк | 18. | Буромля     | 31. | Карачев  |
| 6.  | Сергіївськ      | 19. | Рублівка    | 32. | Кроми    |
| 7.  | Кам'яний Затон  | 20. | Городня     | 33. | Рильськ  |
| 8.  | Білгород        | 21. | Суджа       | 34. | Брянськ  |
| 9.  | Охтирка         | 22. | Лебедин     | 35. | Орел     |
| 10. | Богодухів       | 23. | Миропіль    | 36. | Новосіль |
| 11. | Мурафа          | 24. | село Вена   |     |          |
| 12. | Сінне           | 25. | Білопілля   |     |          |
| 13. | Болхов          | 26. | Ольшанка    |     |          |